# Exomalopsis aureosericea
Exomalopsis aureosericea är en biart som beskrevs av Heinrich Friese 1899. Exomalopsis aureosericea ingår i släktet Exomalopsis och familjen långtungebin. Inga underarter finns listade i Catalogue of Life.